# Agostino Cacciavillan
Agostino Cacciavillan, né le 14 août 1926 à Novale di Valdagno dans la province de Vicence en Vénétie (Italie) et mort le 5 mars 2022 au Vatican, est un cardinal italien de la curie romaine, président de l'Administration du patrimoine du siège apostolique de 1998 à 2002.

## Biographie

### Prêtre
Agostino Cacciavillan est ordonné prêtre le 26 juin 1949 pour le diocèse de Vicence.
Après avoir exercé son ministère sacerdotal comme curé pendant trois ans, il a fait des études en sciences sociales et en droit avant d'intégrer l'Académie pontificale ecclésiastique qui forme les diplomates du Vatican.
Il a ensuite été en poste aux Philippines (en), en Espagne, au Portugal (en) avant de rejoindre l'administration de la Secrétairerie d'État à Rome.

### Évêque
Nommé pro-nonce apostolique au Kenya (en) le 17 janvier 1976, il a été consacré évêque le 21 février suivant par le cardinal Jean-Marie Villot avec comme co-consécrateurs Duraisamy Simon Lourdusamy et Carlo Fanton (de). Il a ensuite été nommé pro-nonce en Inde (en) le 9 mai 1981, au Népal (en) le 30 avril 1985 et aux États-Unis le 13 juin 1990. Il est co-consécrateur de Mgr Daniel Jenky comme évêque auxiliaire de Forth-Wayne-South Bend en 1997.
Mgr Cacciavillan est nommé à la curie romaine le 5 novembre 1998 comme président de l'Administration du patrimoine du siège apostolique. Il se retire de cette fonction le 1er octobre 2002 pour raison d'âge.

### Cardinal
Jean-Paul II le crée cardinal au consistoire du 21 février 2001 avec le titre de cardinal-diacre de Ss. Angeli Custodi a Città Giardino.
Il participe au conclave de 2005 qui voit l'élection de Benoît XVI. Il perd sa qualité d'électeur le 14 août 2006, date de son 80e anniversaire, ce qui l'empêche de prendre part aux votes du conclave de 2013 qui voit l'élection de François.
Le 1er mars 2008, Benoît XVI confirme lors d'un consistoire sa nomination comme cardinal protodiacre, succédant au cardinal Darío Castrillón Hoyos. Optant pour l'ordre de cardinal-prêtre en 2011, il est remplacé dans sa fonction de protodiacre par le cardinal Jean-Louis Tauran.
Il meurt le 5 mars 2022 au Vatican à l'âge de 95 ans.

## Succession apostolique
Agostino Cacciavillan a ordonné les évêques suivants :
- Évêque Bali Gali (de) (1984)
- Cardinal Francis Eugene George, O.M.I. (1990)